# 葺合町
葺合町（ふきあいちょう）は、兵庫県神戸市中央区の町名。郵便番号は651-0058。

## 地理
旧・葺合区北部の山岳地帯。市街化調整区域にして文化環境保存区域であり、山間部に住宅が点在する。
東は北から順に、灘区の摩耶山町、岩屋、原田、南は東から順に神仙寺通、中島通、中尾町、熊内町、西は神戸港地方、北は北区の山田町下谷上。
住居表示未実施であり、小字名にキイキ谷、ヒジリ谷、神仙寺山、西谷、神春日野、中春日野、十合、東野、奥滑谷、熊山、滝寺山、古輪谷、教ノ尾、寺ケ谷、布引山、口円光坊、奥円光坊、中城山、上城山、下城山、堀切、鉄砲塚など。『神戸の地名 改訂版』によれば小字は古代以来勢力を誇った滝勝寺や中世の山城・滝山城に因むという。
世継山や古代から和歌に詠まれた名勝布引の滝、生田神社が祀られていたと伝えられる砂山（いさごやま、別名・丸山）が見られる。砂山の発掘調査では弥生時代中期の土器が発掘されたが、祭祀遺物よりも生活遺物が圧倒的に多く、高地性集落といわれる。

### 山岳
- 世継山

### 河川
- 生田川
  - 狐川
  - 苧川
  - 北野川
- 西谷川

## 歴史
1899年（明治32年）、大字葺合（旧葺合村域）のうち、区画整理が進んでいなかった新生田川以東に付けられた。その後に平野部は全て市街化し新町名が付いて、葺合町の指す範囲は山岳部のみとなった。

## 経済

### 産業
企業
- 魔法株式会社 - 神戸本社が所在。事業内容は、ゲームソフトの制作・販売、PCオンラインゲームの企画・制作、スマートフォンアプリ、携帯電話コンテンツの企画・制作、パチンコ、パチスロ遊技機液晶部の企画・制作[5]。

かつて存在した企業
- 神戸畜産[6] - 設立は1896年1月[6]。事業内容は家畜家禽委託売買、畜産物飼養養殖及び牛乳搾取販売[6]。
- 神戸屠畜[6] - 設立は1890年1月[6]。事業内容は屠畜業[6]。

商工業
かつて薬種商を営む山村善三郎がいた。

### 地主
葺合町の地主は、横山保太郎がいた。

## 世帯数と人口
2021年（令和3年）11月30日現在の世帯数と人口は以下の通りである。
| 町丁   | 世帯数  | 人口  |
| ------ | ------- | ----- |
| 葺合町 | 248世帯 | 438人 |

平成17年国勢調査（2005年10月1日）では世帯数260、人口505、うち男性222人、女性283人であった。

## 地域

### 教育

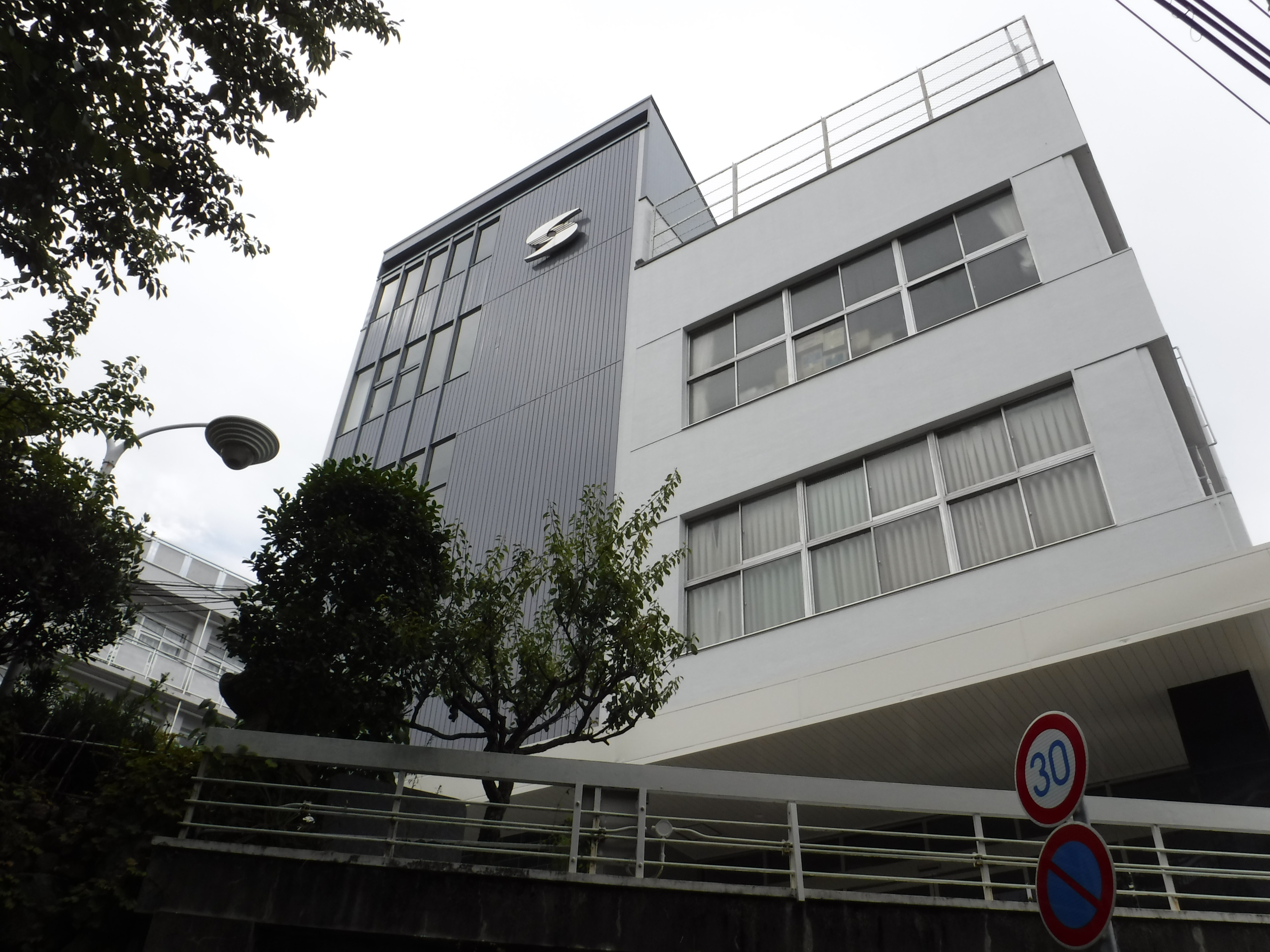
神戸第一高等学校

- 神戸第一高等学校

#### 小・中学校の学区
市立小・中学校に通う場合、学区は以下の通りとなる。
| 番地                     | 小学校               | 中学校               |
| ------------------------ | -------------------- | -------------------- |
| キイキ谷・ヒジリ谷を除く | 神戸市立雲中小学校   | 神戸市立葺合中学校   |
| キイキ谷・ヒジリ谷       | 神戸市立上筒井小学校 | 神戸市立筒井台中学校 |

### 施設
植物園
- 布引ハーブ園

ダム
- 布引五本松ダム

公園
- 徳光院市民公園
- 布引公園

宗教
- 徳光院 - 臨済宗の仏教寺院。丸山の北側にある。元は滝勝寺の慶台地で明治38年（1905年）に川崎造船所の川崎正蔵が建立した。
- 雷声寺 - 融通念仏宗の仏教寺院。
- 法徳寺 - 単立の仏教寺院。

## 交通

### 鉄道
町内を神戸市営地下鉄北神線が通る。
- 神戸布引ロープウェイ
  - 風の丘中間駅、ハーブ園山頂駅

### 道路
- 阪神高速32号新神戸トンネル
- 山麓バイパス

## 出身・ゆかりの人物
- 石橋五郎（地理学者、神戸高商教授） - かつて葺合町上筒井、山村善三郎邸内に居住した[10]
- 右近福次郎（資産家[11]、右近商事取締役[12]）
- 右近徳太郎[12]（サッカー選手）